# 후지에다 MYFC
후지에다 MYFC(일본어: 藤枝MYFC)는 일본 시즈오카현 후지에다시를 연고로 하는 축구 클럽이다. 이 팀은 2009년에 설립되었으며, 현재 J2리그에 출전하고 있다.

## 선수 명단

### 현역
참고: FIFA 자격 규정에 따라 소속된 국가대표팀 국기를 표시합니다. 선수는 복수의 FIFA 비회원국 국적을 가지고 있을 수 있습니다.
| 번호 | 포지션 | 국적 | 이름              |
| ---- | ------ | ---- | ----------------- |
| 11   | FW     |      | 안데르송 샤베스   |
| 19   | MF     | 페루 | 시마부쿠 카즈요시 |

| 번호 | 포지션 | 국적 | 이름 |
| ---- | ------ | ---- | ---- |

## 역대 감독
| 감독              | 임기   |
| ----------------- | ------ |
| 마쓰바라 요시카   | 2005   |
| 가마모토 구니시게 | 2009   |
| 미즈시마 무사시   | 2014   |
| 스도 다이스케     | 2021 ~ |

틀:후지에다 MYFC
틀:후지에다 MYFC 선수 명단